# Andrea Romano
Andrea Romano (ur. 10 maja 1967 w Livorno) – włoski historyk, wykładowca akademicki i dziennikarz, deputowany.

## Życiorys
Studia humanistyczne ukończył na Uniwersytecie w Pizie, związał się następnie zawodowo z Fundacją im. Luigiego Einaudiego. Stopień naukowy doktora z zakresu historii uzyskał na Uniwersytecie Turyńskim. Kształcił się na uczelniach zagranicznych w Moskwie, Paryżu i Nowym Jorku. W 2009 objął stanowisko profesora (professore associato) historii najnowszej na rzymskim uniwersytecie „Tor Vergata”.
Zajmował się zagadnieniami dotyczącymi stalinizmu, następnie historią ruchu socjalistycznego i europejskiej lewicy (głównie we Włoszech i Wielkiej Brytanii). Został również felietonistą dziennika „Il Sole 24 Ore”. W 2009 objął stanowisko dyrektora think tanku Italia Futura założonego przez prezydenta Ferrari Lucę Cordero di Montezemolo.
W 2013 Andrea Romano został kandydatem Wyboru Obywatelskiego i koalicji Z Montim dla Włoch do Izby Deputowanych w Toskanii, uzyskując mandat poselski na XVII kadencję. W 2014 przeszedł do Partii Demokratycznej, z jej ramienia w 2018 z powodzeniem ubiegał się o reelekcję do niższej izby włoskiego parlamentu.

## Publikacje
- Contadini in uniforme. L'Armata Rossa e la collettivizzazione delle campagne nell'URSS, Leo S. Olschki, Florencja 1999
- Russia in the Age of Wars 1914–1945 (współautor), Feltrinelli, Mediolan 2000
- Lo Stalinismo. Un'interpretazione storica, Bruno Mondadori Editore, Mediolan 2002
- The Boy. Tony Blair e i destini della sinistra, Mondadori, Mediolan 2005
- Compagni di scuola. Ascesa e declino dei postcomunisti, Mondadori, Mediolan 2007[3]